# Kanton Westerlo
Kanton Westerlo is een kanton in de provincie Antwerpen en het arrondissement Turnhout. Het is de bestuurslaag boven die van de desbetreffende gemeenten, tevens is het een gerechtelijk niveau waarbinnen één vredegerecht georganiseerd wordt dat bevoegd is voor de deelnemende gemeenten. Beide types kanton beslaan niet noodzakelijk hetzelfde territorium.

## Gerechtelijk kanton Westerlo
Het gerechtelijk kanton Westerlo is gelegen in het gerechtelijk arrondissement Antwerpen en organiseert een vredegerecht voor de gemeenten Herentals, Grobbendonk, Herselt, Laakdal, Olen, Vorselaar en Westerlo. Het is gevestigd in het voormalige rijkswachtgebouw aan het Bistplein 13 in Westerlo.
De vrederechter is bevoegd bij gezinsconflicten, onderhoudsgeschillen, voogdij, voorlopige bewindvoering, mede-eigendommen, appartementseigendom, burenhinder ...
| Gebied           | Europese Unie    | België           | België           | België           | België           | Antwerpen      | Antwerpen      | Antwerpen                   | Antwerpen                   | Westerlo                        |                                 |                                 |                                 |
| Sociaal recht    | Hof van Justitie | Hof van Cassatie | Hof van Cassatie | Hof van Cassatie | Hof van Cassatie | Arbeidshof     | Arbeidshof     | Arbeidsrechtbank            | Arbeidsrechtbank            | Arbeidsrechtbank                | Arbeidsrechtbank                | Arbeidsrechtbank                |                                 |
| Handelsrecht     | Hof van Justitie | Hof van Cassatie | Hof van Cassatie | Hof van Cassatie | Hof van Cassatie | Hof van Beroep | Hof van Beroep | Rechtbank van Koophandel    | Rechtbank van Koophandel    | Vredegerecht                    | Vredegerecht                    | Vredegerecht                    |                                 |
| Burgerlijk recht | Hof van Justitie | Hof van Cassatie | Hof van Cassatie | Hof van Cassatie | Hof van Cassatie | Hof van Beroep | Hof van Beroep | Rechtbank van eerste aanleg | Rechtbank van eerste aanleg | Vredegerecht / Politierechtbank | Vredegerecht / Politierechtbank | Vredegerecht / Politierechtbank | Vredegerecht / Politierechtbank |
| Strafrecht       | Hof van Justitie | Hof van Cassatie | Hof van Cassatie | Hof van Cassatie | Hof van Cassatie | Hof van Beroep | Assisenhof     | Rechtbank van eerste aanleg | Rechtbank van eerste aanleg | Vredegerecht / Politierechtbank | Vredegerecht / Politierechtbank | Vredegerecht / Politierechtbank | Vredegerecht / Politierechtbank |

## Kieskanton
Het kieskanton Westerlo ligt in het provinciedistrict Herentals, het kiesarrondissement Mechelen-Turnhout en ten slotte de kieskring Antwerpen. Het beslaat de gemeenten Westerlo, Herselt, Hulshout en Laakdal en bestaat uit 59 stembureaus.

### Structuur
| Westerlo         | Westerlo         | Supranationaal         | Nationaal                         | Nationaal           | Gemeenschap         | Gewest              | Provincie           | Arrondissement    | Provinciedistrict | Kanton          | Gemeente                               | District         |
| ---------------- | ---------------- | ---------------------- | --------------------------------- | ------------------- | ------------------- | ------------------- | ------------------- | ----------------- | ----------------- | --------------- | -------------------------------------- | ---------------- |
| Administratief   | Niveau           | Europese Unie          | België                            | België              | Vlaanderen          | Vlaanderen          | Antwerpen           | Turnhout          | Turnhout          | Turnhout        | Westerlo, Herselt, Hulshout en Laakdal | -                |
| Administratief   | Bestuur          | Europese Commissie     | Belgische regering                | Belgische regering  | Vlaamse regering    | Vlaamse regering    | Deputatie           | Deputatie         | Deputatie         | Deputatie       | Gemeentebestuur                        | Districtscollege |
| Administratief   | Raad             | Europees Parlement     | Kamer van volksvertegenwoordigers | Vlaams Parlement    | Vlaams Parlement    | Vlaams Parlement    | Provincieraad       | Provincieraad     | Provincieraad     | Provincieraad   | Gemeenteraad                           | Districtsraad    |
| Kiesomschrijving | Kiesomschrijving | Nederlands Kiescollege | Kieskring Antwerpen               | Kieskring Antwerpen | Kieskring Antwerpen | Kieskring Antwerpen | Kieskring Antwerpen | Mechelen-Turnhout | Herentals         | Westerlo        | Westerlo, Herselt, Hulshout en Laakdal | -                |
| Verkiezing       | Verkiezing       | Europese               | Federale                          | Federale            | Vlaamse             | Vlaamse             | Provincieraads-     | Provincieraads-   | Provincieraads-   | Provincieraads- | Gemeenteraads-                         | Districtsraads-  |

### Uitslagen VerkiezingVlaams Parlement
In 1999 waren er 46.389 stemgerechtigden, in 2004 47.995 en in 2009 nam dit aantal toe tot 50.244. Hiervan brachten respectievelijk 43.598(1999), 44.963 (2004) en 46.660 (2009) een stem uit.
| Partij                    | 1999   | 2004   | 2009   |
| ------------------------- | ------ | ------ | ------ |
| sp.a-SPIRIT               | x      | 13,32% | x      |
| SP/sp.a                   | 9,70%  | x      | 10,88% |
| SLP                       | x      | x      | 0,70%  |
| VU-iD21                   | 15,86% | x      | x      |
| CD&V-N-VA                 | x      | 33,08% | x      |
| CVP/CD&V                  | 29,22% | x      | 29,11% |
| N-VA                      | x      | x      | 15,98% |
| VLD-VIVANT                | x      | 17,18% | x      |
| VLD/Open Vld              | 16,24% | x      | 10,48% |
| Vivant                    | 1,66%  | x      | x      |
| Agalev/Groen!             | 10,46% | 6,41%  | 5,08%  |
| Vlaams Blok/Vlaams Belang | 14,73% | 28,45% | 18,42% |
| LDD                       | x      | x      | 7,57%  |
| PVDA                      | 0,59%  | 0,53%  | 0,83%  |
| Andere Partijen           | 1,54%  | 1,03%  | 0,95%  |
| Blanco of Ongeldig        | 6,51%  | 7,70%  | 7,83%  |